# 千本松原 (岐阜県)

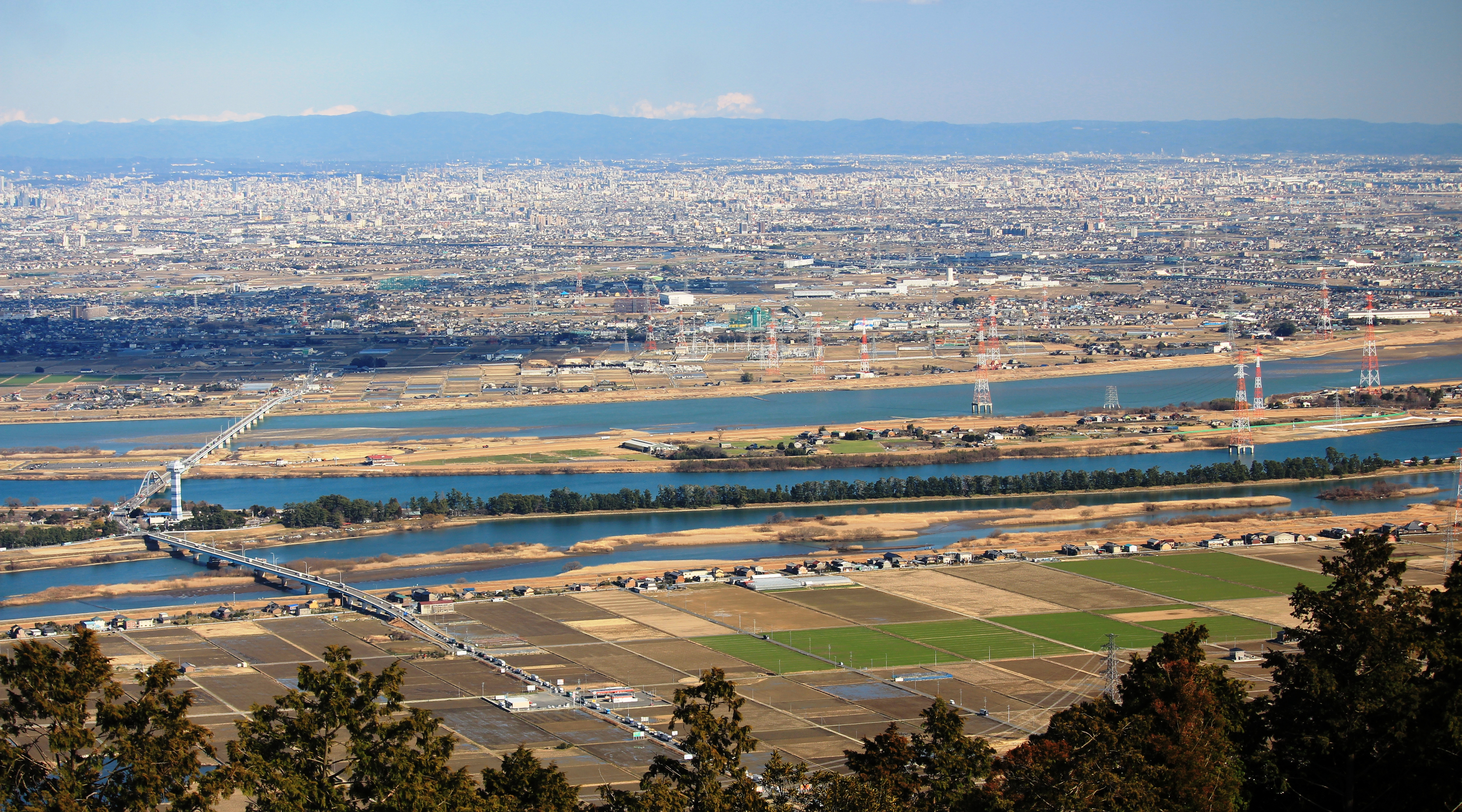
多度山から望む揖斐川（手前）と長良川（その奥）の堤防にある千本松原

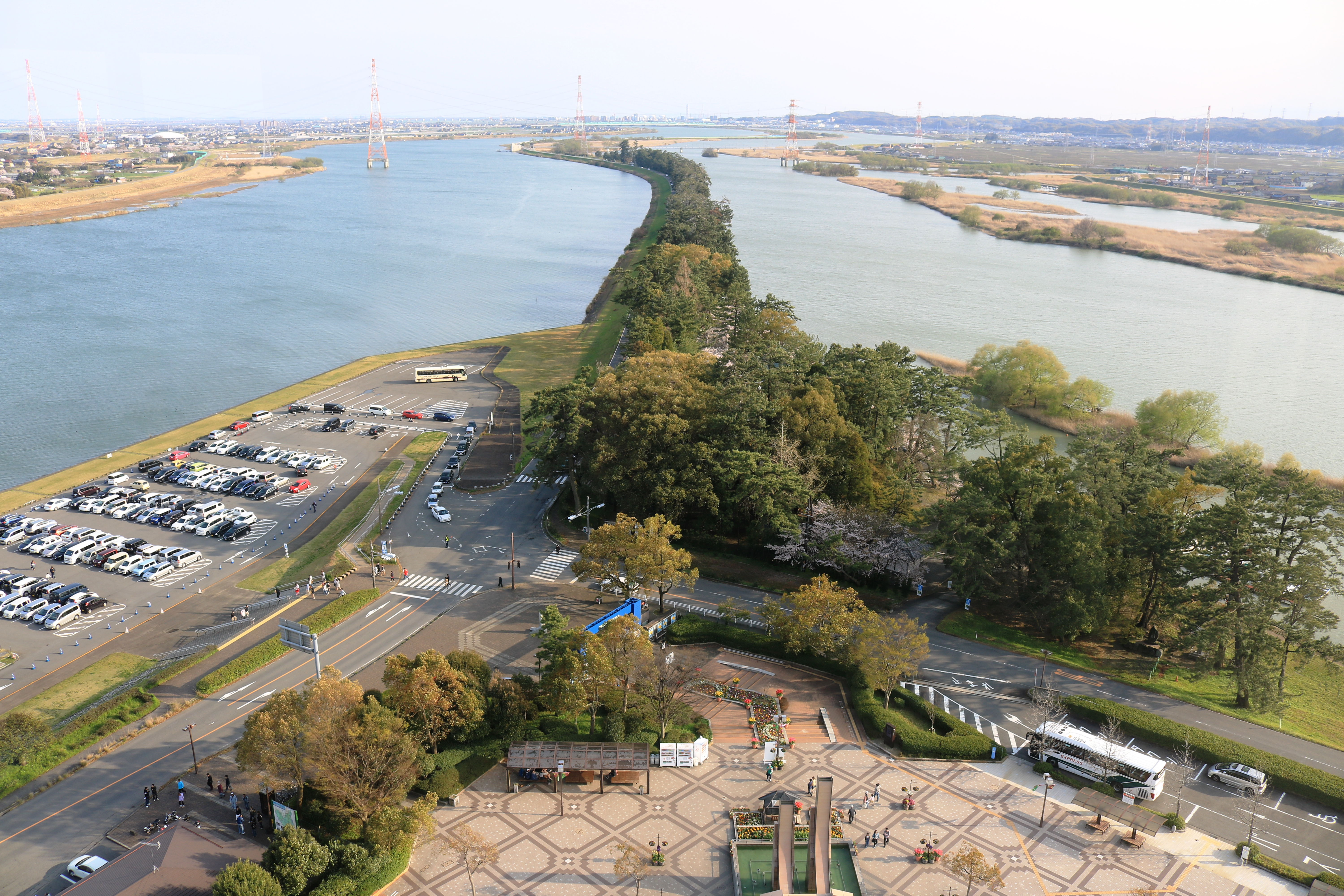
木曽三川公園センターの展望タワーから望む長良川（左）と揖斐川（右）との分流堤にある千本松原

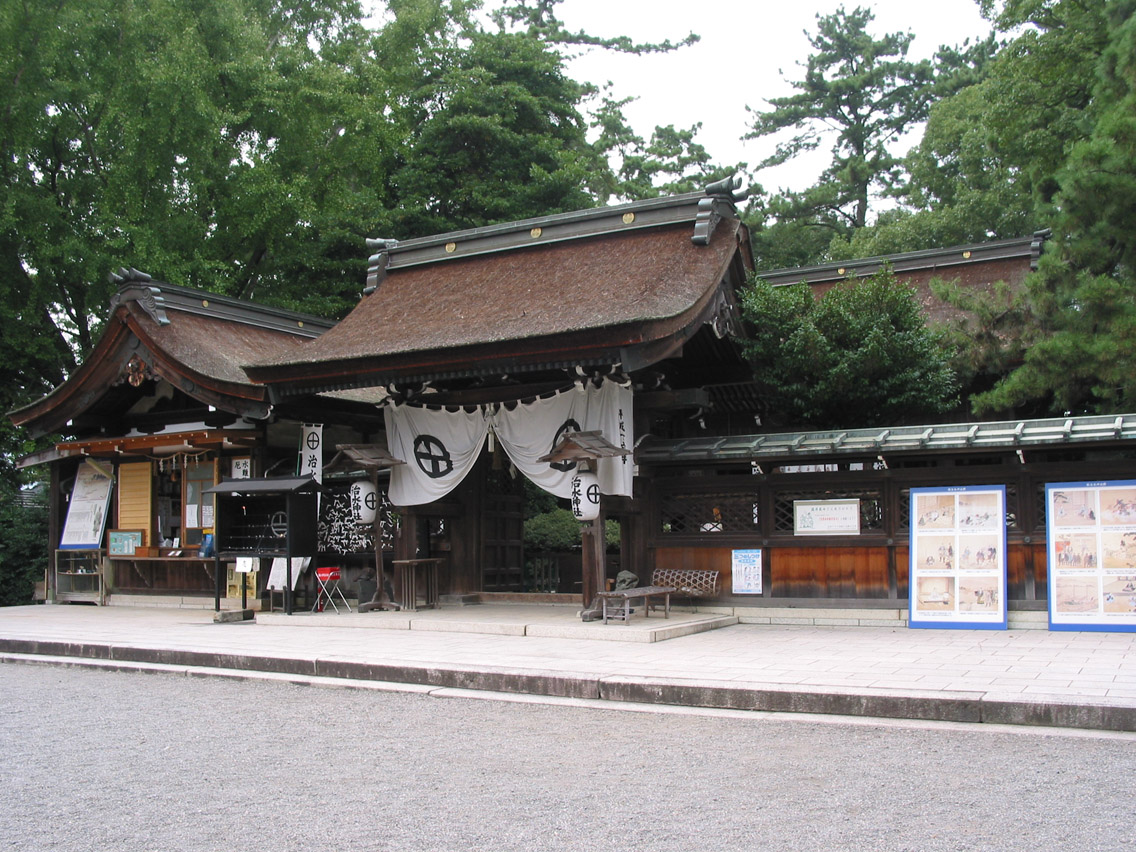
松林の北端にある治水神社

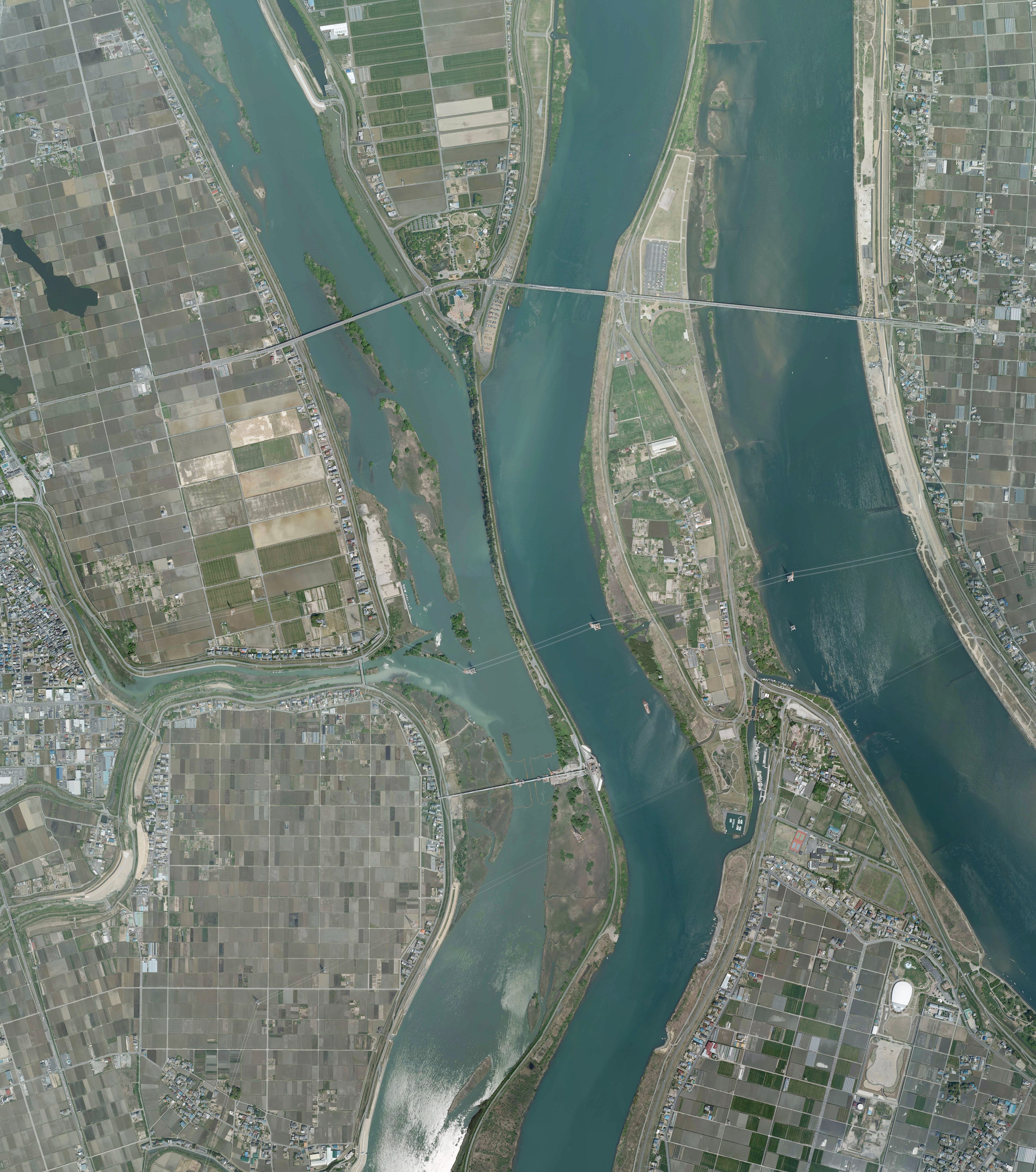
千本松原周辺の空中写真。。2009年4月撮影の12枚を合成作成。

千本松原（せんぼんまつばら）は、岐阜県海津市海津町油島にある松が植えられた堤防。木曽三川（木曽川・長良川・揖斐川）の三川分流工事に伴い、分流堤に約1000本の松が植えられた。油島千本松締切堤ともいい、1940年（昭和15年）7月12日に国の史跡に指定された。岐阜県の「千本松原県立自然公園」（面積42 ha）である。

## 概要
江戸時代（宝暦年間1753年12月 - 1755年5月）に幕府の命令で薩摩藩が工事に当たった死傷者が多数出た難工事で、このとき工事を監督した薩摩藩士・平田靱負（ひらたゆきえ）も完工後多数の死者と想定以上の施行費の責任を取り切腹した（宝暦治水事件）。松の木は当時薩摩から取り寄せた日向松とされる。河口側の南端に薩摩藩士の慰霊と宝暦治水の偉業を記念する宝暦治水碑がある。上流側北端に1937年（昭和12年）に平田靱負正輔を祭神として、治水神社が祀られた。宝暦治水の物語は、岸武雄著「千本松原」（あかね書房）に小説（児童文学）としてまとめられ、1992年（平成4年）に『せんぼんまつばら 川と生きる少年たち』としてアニメ映画化もされている。
海津市で宝暦治水史蹟保存会（会長・平野義明（旧海津町長））を運営している。薩摩藩士の業績を讃え、1971年（昭和46年）、岐阜・鹿児島姉妹県盟約を締結、1991年（平成3年）、盟約20周年に、海津市の南濃関ケ原線にカイコウズ（鹿児島県の木）を植樹、薩摩カイコウズ街道と名付けられた。
近年松食い虫による被害が増加、その名に反して松の本数が1,000本を下回った。このため、2003年（平成15年）より鹿児島県の林業関係者らで作る松原再生支援実行委員会が支援を行い、2006年（平成18年）まで4年間にわたり松食い虫に強いクロマツ品種スーパーグリンさつまの苗のべ200本と防除用薬剤代などを宝暦治水史蹟保存会に寄贈し、岐阜・鹿児島両県の小学生と共に記念植樹を行った。

## 関連画像

長良川右岸の三重県道・岐阜県道106号桑名海津線（通称：中堤道路）から望む千本松原
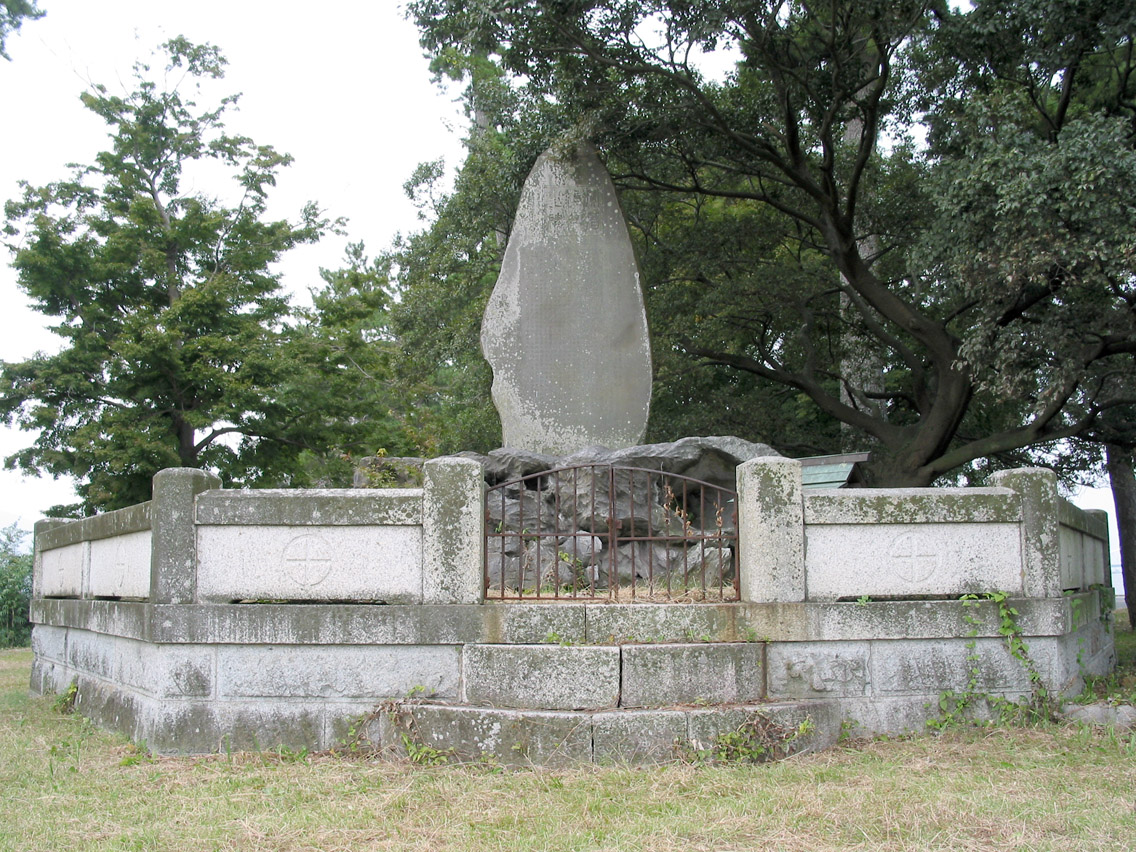
宝暦治水碑
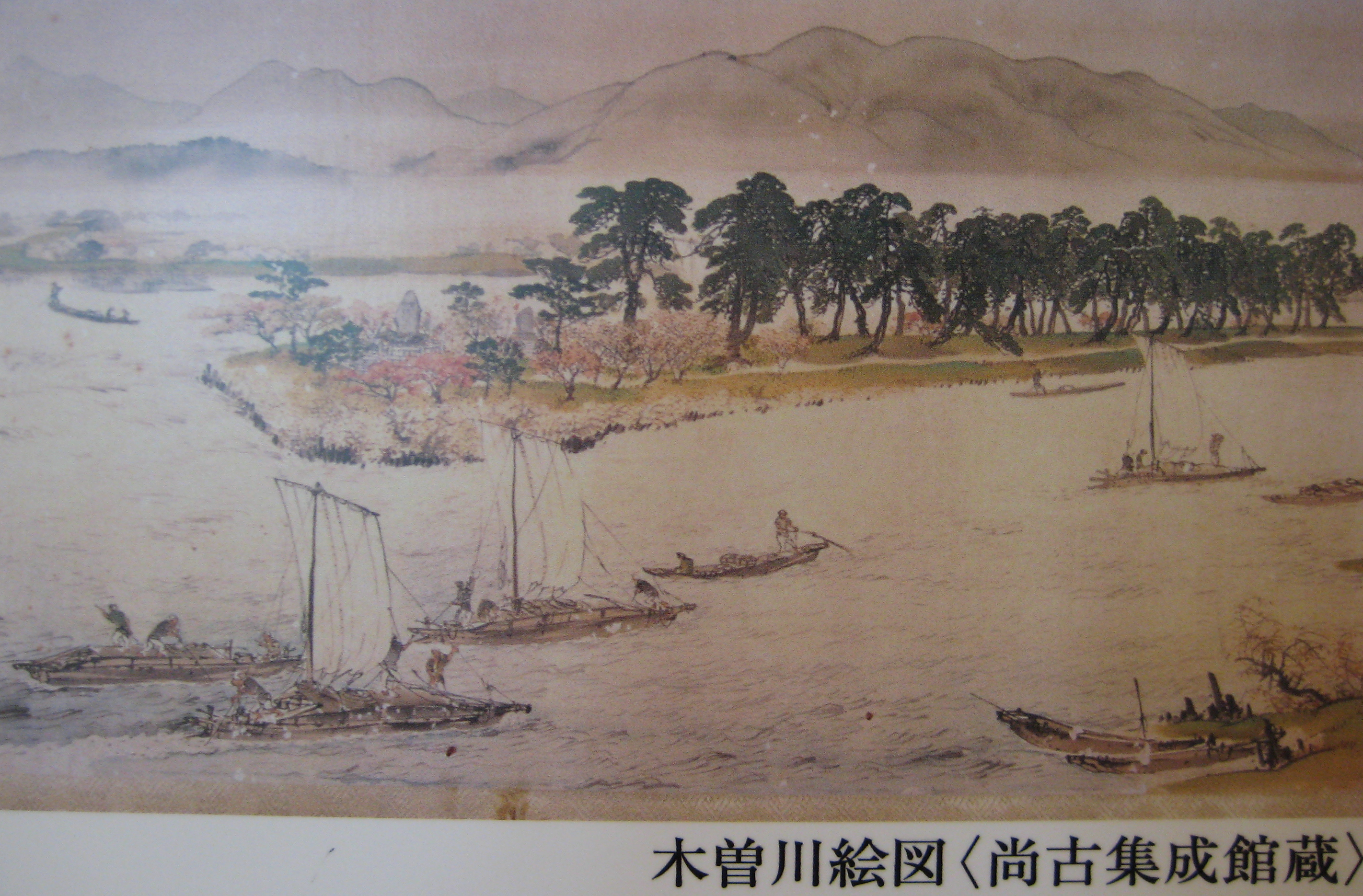
千本松原絵図